# Oliver Toledo
Oliver Adrián Toledo Morandé (Santiago, Chile, 17 de septiembre de 1987) es un futbolista chileno, que juega de mediocampista ofensivo. Actualmente se encuentra jugando en el Club Comercio de Castro.

## Trayectoria
Proveniente de las divisiones inferiores del Audax Italiano, al ascender al primer equipo en 2007, disputó la Copa Libertadores 2008 y gran parte de los partidos del Audax como titular durante el campeonato nacional. Jugó en su club de origen hasta el año 2010, destacándose en partidos importantes, incluso anotándole goles a Colo Colo y a la Universidad de Chile. En 2011 deciden mandarlo a préstamo a Curicó Unido, en el que fue un mal año para el club y Toledo fue muy criticado por la hinchada. En 2012, recaló en Coquimbo Unido consolidándose como titular y realizando una gran campaña con el conjunto "pirata". El año 2013, recibió una oferta de Iberia para defender los colores azulgranas, durante el Transición de Segunda División 2013, en el cual se titularon campeones y pelearon la opción para subir a Primera B contra Deportes Copiapó, quien resultó vencedor y relegando a Iberia a continuar jugando en su categoría para la próxima temporada. Después de aquella gran campaña con el equipo azulgrana, estuvo una temporada en Lota Schwager y luego volvió a Iberia, ahora ya jugando en la Primera B. En la siguiente temporada, fichó en Deportes Puerto Montt, equipo que tuvo una gran campaña en la Primera B 2015-16, clasificando a la definición por un ascenso a Primera División ante Everton de Viña del Mar, siendo ganador el equipo viñamarino. En 2017, Toledo tenía todo listo para arribar a San Antonio Unido de la Segunda División de Chile, pero finalmente es traspaso no se concretó. Actualmente año 2018 se encuentra jugando en Comercio de Castro el Torneo Regional Anfa de Clubes de la Región de Los Lagos.

## Clubes
| Club                  | País  | Año       |
| --------------------- | ----- | --------- |
| Audax Italiano        | Chile | 2007-2010 |
| Curicó Unido          | Chile | 2011      |
| Coquimbo Unido        | Chile | 2012      |
| Iberia de Los Angeles | Chile | 2013      |
| Lota Schwager         | Chile | 2013      |
| Iberia de Los Angeles | Chile | 2014-2015 |
| Deportes Puerto Montt | Chile | 2015-2016 |

## Palmarés
| Título                       | Club   | País  | Año    |
| ---------------------------- | ------ | ----- | ------ |
| Segunda División Profesional | Iberia | Chile | T-2013 |